# Bittacus sinicus
Bittacus sinicus är en näbbsländeart som beskrevs av Syuti Issiki 1931. Bittacus sinicus ingår i släktet Bittacus och familjen styltsländor. Inga underarter finns listade i Catalogue of Life.